# 建築家一覧
建築家一覧（けんちくかいちらん） : 建築家の、姓の五十音順の一覧。
| 目次 | 目次 | 目次 | 目次 | 目次 | 目次 | 目次 | 目次 | 目次 | 目次 | 目次 |
| ---- | ---- | ---- | ---- | ---- | ---- | ---- | ---- | ---- | ---- | ---- |
| わ   | ら   | や   | ま   | は   |      | な   | た   | さ   | か   | あ   |
|      | り   |      | み   | ひ   |      | に   | ち   | し   | き   | い   |
| を   | る   | ゆ   | む   | ふ   |      | ぬ   | つ   | す   | く   | う   |
|      | れ   |      | め   | へ   |      | ね   | て   | せ   | け   | え   |
| ん   | ろ   | よ   | も   | ほ   |      | の   | と   | そ   | こ   | お   |

（日本）
（その他の諸国）

## あ行

### あ
- アルヴァ・アールト
- マルクス・ウィプサニウス・アグリッパ
- Cosmas Damian Asam
- Egid Quirin Asam
- ウィリアム・アダム
- ロバート・アダム
- David Adler
- アンリ＝ポール・アノタン
- エミール・アヨー
- ジュール・アルドゥアン＝マンサール
- ルイ・アルフヴィドソン
- ポール・アンドリュー
- ダンクマール・アドラー
- レオン・バッティスタ・アルベルティ
- フランク・アレン
- トラレスのアンテミオス
- ポール・アンドリュー

### い
- ボリス・イオファン
- ミレトスのイシドロス
- イムホテプ
- ジャック・イニャス・イトルフ

### う
- ジャン＝ピエール・ウーダン
- ウィトルウィウス
- ピーター・ウィルソン
- Elizabeth Mytton Wilbraham
- ジョン・ウェッブ
- ヨーン・ウツソン
- 大ジョン・ウッド
- 小ジョン・ウッド
- ジャン＝ルイ・ヴェレ
- アンドレ・ヴォジャンスキー
- エミール・ヴォードルメール
- レオン・ヴォードワイエ
- セバスティアン・ル・プレストル・ド・ヴォーバン

### え
- ギュスターヴ・エッフェル
- ウジェーヌ・エナール
- エルネスト・エブラール
- ジャン・エロー

### お
- ヘンリー・オースティン
- ヴィラール・ド・オヌクール

## か行

### か
- ルイス・I・カーン
- アンジュ＝ジャック・ガブリエル
- ジャック・ガブリエル
- サンティアゴ・カラトラバ
- Colen Campbell
- Richard Cassels
- フランツ・クリスティアン・ガウ
- ジュリアン・ガデ
- シャルル・ガルニエ
- トニー・ガルニエ

### き
- 金壽根（キム・スグン）
- エクトール・ギマール
- ジョルジュ・キャンディリス
- フェリックス・キャンデラ
- Colen Campbell

### く
- Guarino Guarini
- Paul Philippe Cret
- アイリーン・グレイ
- ジャック・グレベール

### け
- フランク・ゲーリー
- ケビン・ケノン
- ウィリアム・ケント
- モーリス・ケクラン
- ピエール・ゲピエール

### こ
- Tom Kovac
- ルシオ・コスタ
- ル・コルビュジエ
- レム・コールハース
- ピエトロ・ダ・コルトーナ

## さ行

### さ
- Andrew Zago
- アントニオ・ダ・サンガッロ・イル・ヴェッキオ
- アントニオ・ダ・サンガッロ・イル・ジョヴァネ
- ラファエロ・サンティ
- ミケーレ・サンミケーリ

### し
- ウラジーミル・シューホフ
- シュジェール
- ジョルジュ・シュダンヌ
- ポール・シュメトフ
- ジョセフ＝ルイ＝アシーユ・ジョワイヨー
- アンリ・シリアニ
- エミール・ジルベール
- ウィリアム・ル・バロン・ジェニー
- トーマス・ジェファーソン
- アルヴァロ・シザ
- ジョン・ジャーディー
- ピエール・ジャンヌレ
- アボット・シュジェール
- アルベルト・シュペーア
- イニゴー・ジョーンズ
- フィリップ・ジョンソン
- カルル・フリードリッヒ・シンケル

### す
- ミマール・スィナン
- ヴィンチェンツォ・スカモッツィ
- ジョージ・ギルバート・スコット
- ジャイルズ・ギルバート・スコット
- ジェームズ・スターリング
- バジル・スペンス

### せ
- ベルナール・ゼルフュス

### そ
- ジョン・ソーン

## た行

### た
- ウラジーミル・タトリン
- ユストゥス・ダヒンデン

### ち
- ウィリアム・チェンバーズ
- James Walter Chapman-Taylor
- アイヴァン・チャマイエフ

### て
- Alexander Jackson Davis
- キリアン・イグナツ・ディーンツェンホーファー
- Nicodemus Tessin the Younger
- ウジェーヌ・エマニュエル・ヴィオレ・ル・デュク
- フェリックス・デュバン
- ジェラール・テュルノエ

### と
- コンスタンチン・トーン
- Thomas Leverton Donaldson
- ポール・トゥルノン

## な行

### に
- オスカー・ニーマイヤー

### ぬ
- ジャン・ヌーヴェル

### の
- バルタザール・ノイマン

## は行

### は
- ヴィクトル・ハルトマン
- ジャン＝ルイ・パスカル
- テオドール・バリュー
- ヴィクトール・バルタール
- ピーター・パーラー
- エドワード・ララビー・バーンズ
- ジョルジョ・ヴァザーリ
- ザハ・ハディッド
- William Buckland
- ルイス・バラガン
- アンドレーア・パッラーディオ
- チャールズ・バリー
- チャールズ・バリー・ジュニア
- エドワード・バリー
- ピーター・ハリソン
- フレデリク・バルトルディ
- ミケロッツォ・ディ・バルトロメオ
- ゴードン・バンシャフト
- ジョバンニ・パオロ・パンニーニ

### ひ
- ニコラ・ド・ピガージュ
- ルネ・ビネ
- レンゾ・ピアノ
- Giacomo Barozzi da Vignola
- Bernardo Vittone
- レオナルド・ダ・ヴィンチ

### ふ
- ジャン・クロード・ニコラス・フォレスティエ
- ジャン・プルーヴェ
- エティエンヌ・ルイ・ブーレー
- アンリ・プロスト
- スヴェレ・フェーン
- ノーマン・フォスター
- ミケランジェロ・ブオナローティ
- ハマド・フセイン
- ジェームス・ブラッドワース
- ドナト・ブラマンテ
- ジャン・プルーヴェ
- フィリッポ・ブルネレスキ
- Gerolamo Frigimelica
- Francesco Maria Preti
- Johann Michael Prunner
- マックスウェル・フライ
- Alexandre-Théodore Brongniart

### へ
- シャルロット・ペリアン
- オーギュスト・ペレ
- ドミニク・ペロー
- イオ・ミン・ペイ
- ヘンドリク・ペトルス・ベルラーヘ
- ゴットフリート・ベーム
- ヘルツォーク&ド・ムーロン
- ジャン・ロレンツォ・ベルニーニ
- アッシャー・ベンジャミン
- ロバート・ヴェンチューリ

### ほ
- ウジェーヌ・ボードゥアン
- ルイ・ボニネ
- フランチェスコ・ボッロミーニ
- マイケル・ホプキンス
- ハンス・ホライン
- ウィリアム・ホルフォード
- クリスチャン・ド・ポルザンパルク
- Stanford White
- ジョット・ディ・ボンドーネ
- リカルド・ボフィル

## ま行

### ま
- マルク・ミムラム
- グレン・マーカット
- リチャード・マイヤー
- Carlo Maderno
- エンリコ・マルコーニ
- ジュール・アルドゥアン＝マンサール
- François Mansart
- スヴェン・マルケリウス

## め
- コンスタンチン・メーリニコフ
- トム・メイン

## も
- シャルル・ド・モンタルナル
- ホセ・ラファエル・モネオ

## や行

### や
- ヘルムート・ヤーン
- 姚仁喜（ヤオ・レンシー）

### ゆ
- 喩皓
- フィリッポ・ユヴァラ

### よ
- 楊経文

## ら行

### ら
- フランク・ロイド・ライト
- バルトロメオ・ラストレッリ
- ジュール・ラヴィロット
- アンリ・ラブルースト
- ヴィクトール・ラルー
- Carlo Rainaldi
- エドウィン・ラッチェンス

### り
- 李祖原（リー・ズーユェン）
- 劉培森（リゥ・ペイセン）
- ピエール・リブレ

### る
- ミッシェル・ルー＝スピッツ
- クロード・ニコラ・ルドゥー
- バーナード・ルドフスキー
- ジャン・ルノディー
- ルイ＝イボリット・ルバ
- Louis Le Vau
- ベネデット・ルッチ
- Johann Friedrich Ludwig

### れ
- Giacomo Leoni
- クリストファー・レン
- イワン・レオニドフ

### ろ
- ケヴィン・ローチ
- パウロ・メンデス・ダ・ロシャ
- アルド・ロッシ
- リチャード・ロジャース
- 魯班
- バルダッサーレ・ロンゲーナ
- ミース・ファン・デル・ローエ

## わ行

### わ
- オットー・ワーグナー

| スタブアイコン | サブスタブ | この項目は、まだ閲覧者の調べものの参照としては役立たない、人物に関連した書きかけの項目です。この項目を加筆・訂正などしてくださる協力者を求めています（P:人物伝/PJ:人物伝）。 |